# Sylvie Kandé
Pour les articles homonymes, voir Kande (homonymie).
Sylvie Kandé, née le 13 octobre 1957 à Paris, est une poétesse et historienne française d’origine franco-sénégalaise. Elle vit à New York, où elle a enseigné l'histoire africaine, et la littérature française et francophone (africaine et caribéenne).

## Biographie
Sylvie Kandé, née à Paris en 1957, est la fille d'une mère bretonne et d'un père sénégalais,,. Elle effectue deux ans de classes préparatoires littéraires au lycée Louis-le-Grand à Paris, de 1975 à 1977. Elle poursuit à l’Université Paris-Sorbonne par une maîtrise de lettres classiques en 1979, avec une thèse sur l'image du Noir dans l'art et la littérature grecs du Ve au 1er siècle av. J.C.,. 
En 1987, elle s'établit  à New York  pour enseigner la littérature francophone à l'Université Stanford. En 1992, elle obtient un doctorat sous la direction de Catherine Coquery-Vidrovitch à l’Université Paris-Diderot, Paris 7,. Cette thèse a été publiée quelques années plus tard aux Éditions L'Harmattan sous le titre Terres, urbanisme et architecture 'créoles' en Sierra Leone, 18ème-19ème siècles,. Elle a enseigné, depuis, la littérature française et francophone (africaine et caribéenne), ainsi que l'histoire africaine et afro-américaine, dans différentes universités de New York.
Elle est une des premières auteures publiées dans une nouvelle collection des Éditions Gallimard en 2000, la collection Continents noirs,.
Elle a reçu plusieurs prix et récompenses pour son travail de poète, notamment le prix Louise-Labé en 2017 et le prix Lucienne Gracia-Vincent sous les auspices de la fondation Saint John Perse en 2017. Ses poèmes ont été mis en scène pour le théâtre à quelques reprises. Elle a publié des articles sur les études et la littérature africaines, notamment sur des sujets tels que l'esclavage. Elle est également active en tant que critique littéraire et cinématographique. Elle est membre de la commission de traduction du PEN American Center et a traduit de nombreux articles, de la poésie ainsi que des nouvelles (d'Alexis Wright notamment), en français. Depuis 2017, elle est présidente du Jury Caraïbes de l'Association des écrivains de langue française.

## Principales publications

### Poésie
- Lagon, lagunes. Tableau de mémoire (avec une postface de l'écrivain martiniquais Édouard Glissant). Collection Continents Noirs, Gallimard, Paris 2000[1].
- La quête infinie de l’autre rive. Épopée en trois chants, Collection Continents Noirs. Gallimard, Paris 2011 ( Finaliste pour le Prix Mahogany et le Prix des Découvreurs[8]. Prix Lucienne Gracia-Vincent en 2017).
- Gestuaire, poèmes. Collection Blanche. Gallimard, Paris 2016. (Prix Louise-Labé en 2017 finaliste du prix Éthiophile en 2018)

### Histoire
- Terres, urbanisme et architecture “créoles” en Sierra Leone (18ème-19ème siècles). L’Harmattan, 1998
- Discours sur le métissage, identités métisses. En quête d’Ariel (Actes de la conférence organisée à l'Université d'État de New York sur le métissage, direction d'ouvrage). L’Harmattan, 1999[8]